# Овчинское сельское поселение
Овчи́нское се́льское поселе́ние — муниципальное образование в Суражском районе Брянской области Российской Федерации.
Административный центр — село Овчинец.

## История
Образовано в результате проведения муниципальной реформы в 2005 году, путём слияния дореформенных Овчинского, Душатинского и части Влазовичского сельсоветов.
Статус и границы сельского поселения установлены Законом Брянской области от 9 марта 2005 года № 3-З «О наделении муниципальных образований статусом городского округа, муниципального района, городского поселения, сельского поселения и установлении границ муниципальных образований в Брянской области».

## Население
| 2010  | 2011  | 2012  | 2013  | 2014  | 2015  | 2016  |
| ----- | ----- | ----- | ----- | ----- | ----- | ----- |
| 2348  | ↗2351 | ↘2306 | ↗2307 | ↘2277 | ↗2308 | ↘2256 |
| 2017  | 2018  | 2019  | 2020  | 2021  |       |       |
| ↗2275 | ↘2244 | ↗2251 | ↘2222 | ↗2353 |       |       |

## Населённые пункты
| №  | Населённый пункт | Тип     | Население |
| -- | ---------------- | ------- | --------- |
| 1  | Александровка    | деревня | ↘0        |
| 2  | Беляны           | деревня | →0        |
| 3  | Верховой         | посёлок | →39       |
| 4  | Весёлый          | посёлок | ↗16       |
| 5  | Грабовка         | деревня | ↘17       |
| 6  | Гудовка          | деревня | ↘207      |
| 7  | Душатин          | село    | ↘408      |
| 8  | Заводок          | посёлок | ↗11       |
| 9  | Иванов           | посёлок | ↘101      |
| 10 | Калинки          | деревня | ↘611      |
| 11 | Красный Бор      | посёлок | ↘5        |
| 12 | Михайловка       | деревня | ↘17       |
| 13 | Низ              | посёлок | ↗29       |
| 14 | Новая Кашовка    | деревня | →36       |
| 15 | Овчинец          | село    | ↗542      |
| 16 | Пески            | посёлок | ↗30       |
| 17 | Петровский       | посёлок | ↘11       |
| 18 | Сенча            | деревня | ↘1        |
| 19 | Старая Кашовка   | деревня | ↘219      |

### Упразднённые населённые пункты
В 2011 году упразднён посёлок Высокий Душатинского сельсовета как фактически  не  существующий  в связи с переселением всех жителей на  постоянное  место  жительства  в другие населённые пункты.
В 2013 году упразднена деревня Лубеньки Овчинского сельского административного округа также как фактически не существующая в связи с переселением всех жителей на постоянное место жительства в другие населённые пункты.

## Экономика
Основным видом экономической деятельности Овчинского сельского поселения является сельское хозяйство и переработка сельхозпродукции. К главным сельхозпроизводителям поселения относятся предприятия «Западный», «Каменское» и «Агрогородок Суражский».
В 2009 году на территории Овчинского сельского поселения в результате геологоразведочных работ разведано месторождение цементного сырья «Суражское». Проведенная разведка показала, что объёмы запасов на месторождении позволяют осуществлять заготовку и весьма обоснованную переработку и промышленное использование.

## Социальная сфера
- сельские Дома культуры: Овчинский (заново построен и открыт в 2012 г.), Калинковский, Душатинский, Гудовский;
- Душатинская средняя общеобразовательная школа (СОШ);
- Овчинская общеобразовательная школа (ООШ);
- фельдшерско-акушерские пункты в Овчинце, Душатине, Гудовке;
- сельские библиотеки: Овчинская, Калинковская, Душатинская, Гудовская

## Достопримечательности
- Храм Василия Великого в селе Душатин — памятник архитектуры конца XIX века
- Живописные берега реки Ипуть (урочище «Балкон»)